# Parque Nacional Natural Tayrona
O Parque Natural Nacional de Tayrona é uma área protegida na região colombiana do norte da Colômbia, dentro da jurisdição do departamento de Magdalena e a 34 quilômetros da cidade de Santa Marta. O parque apresenta uma biodiversidade endêmica da área da Serra Nevada de Santa Marta, apresentando uma variedade de climas e relevo que varia desde o nível do mar a 900 metros de altitude O parque cobre aproximadamente 30 quilômetros quadrados de área marítima no mar do Caribe e aproximadamente 150 quilômetros quadrados de terra.
Juntamente com outros parques nacionais da Colômbia, o Parque Natural Nacional de Tayrona foi declarado parte integrante da rede internacional de Reservas da Biosfera pela UNESCO. Foi o segundo parque nacional mais visitado na Colômbia em 2013, com 237.246 visitantes. O parque mais visitado foi o Parque Nacional Natural Islas Corales del Rosario y San Bernardo.